# Pont (Côte-d’Or)
Pont település Franciaországban, Côte-d’Or megyében. Lakosainak száma 158 fő (2022. január 1.). Pont Champdôtre, Les Maillys és Tillenay községekkel határos.

## Népesség
A település népességének változása:
| Lakosok száma | 87   | 84   | 83   | 92   | 103  | 118  | 141  | 155  | 159  | 158  |
|               | 1968 | 1982 | 1990 | 2006 | 2013 | 2015 | 2017 | 2019 | 2020 | 2022 |